# Josse van Ravesteyn
Josse van Ravesteyn o Jodocus Ravesteyn (Tielt, 1506-Lovaina, 1571) fue un teólogo flamenco. También es conocido por el nombre latinizado de Tiletanus por su localidad de nacimiento.

## Biografía
Natural de Tielt, estudió en la Universidad de Lovaina, donde fue catedrático de Teología y dos veces rector. Fue enviado por el emperador Carlos V al Concilio de Trento y a la Dieta de Worms, desempeñó otros cargos eclesiásticos y fue adversario del innovador Miguel Bayo, contra el cual consiguió que las universidades de Salamanca y Alcalá condenasen sus doctrinas, lo propio que la Universidad de París en 1560 y que el papa Pío V lo hiciese también en la bula Ex omnibus afflictionibus de 1567.
La Enciclopedia Espasa señala como obras suyas Confessionis editae a ministris Antverpiensibus confutatio (Lovaina, 1567); Apologia catholicae Confitationis... (Lovaina, 1568), contra las Centurias de Magdeburgo, y Apologine Decretorum Concilii Tridentini de sacramentis (Lovaina, 1568-1570).